# هيروكي أكياما
هيروكي أكياما (باليابانية: 秋山裕紀) هو لاعب كرة قدم ياباني، ولد في 2000. لعب مع آلبيركس نيغاتا.

## وصلات خارجية
- هيروكي أكياما على موقع رابطة كرة القدم اليابانية للمحترفين (اليابانية)
- هيروكي أكياما على موقع قاعدة بيانات كرة القدم.إي يو (الإنجليزية)
- هيروكي أكياما على موقع Soccerway.com (الإنجليزية)
- هيروكي أكياما على موقع عالم كرة القدم.نت (الإنجليزية)